# You Can't Catch Me/Havana Moon
You Can't Catch Me/Havana Moon è un singolo di Chuck Berry pubblicato dalla Chess Records nel 1956 su disco in vinile a 45 giri e su disco in gommalacca a 78 giri.

## Descrizione
You Can't Catch Me fu inclusa nel film musicale del 1956 Rock, Rock, Rock, ed è l'unico dei quattro brani musicali del film pubblicati anche nell'album della colonna sonora, inoltre è l'unico di Berry ad apparire sia nel film che nella colonna sonora. I Rolling Stones reinterpretarono la canzone nel 1965, come anche John Lennon nel 1975. Un'altra versione fu registrata dai Blues Project e inclusa sul loro album Projections.
Negli anni settanta, Morris Levy, il manager che deteneva i diritti di pubblicazione sulle canzoni di Chuck Berry, citò in giudizio John Lennon per violazione del copyright, in quanto Lennon aveva usato parte del testo del brano di Berry ("here come old flat-top") per la canzone dei Beatles Come Together del 1969. La causa si concluse con un accordo stipulato tra le due parti, secondo il quale Lennon si sarebbe impegnato ad incidere una cover del pezzo di Berry per l'inclusione nel suo album di classici del rock and roll del 1975 Rock 'N' Roll.
Havana Moon è un brano ispirato a Calypso Blues di Nat King Cole ed è eseguita solo con l'accompagnamento della chitarra e del contrabbasso. Nel 1983 Carlos Santana ha inciso una cover di questo brano nell'album con lo stesso titolo.
You Can't Catch Me fu inserita nell'album Rock, Rock, Rock, mentre Havana Moon in After School Session, pubblicato l'anno seguente.

## Tracce
LATO A
1. You Can't Catch Mes – 2:42 (Chuck Berry; edizioni musicali Snapper Music Inc.)

LATO B
1. Havana Moon – 3:06 (Chuck Berry; edizioni musicali Arc Music)

## Formazione
- Chuck Berry: chitarra, voce
- Otis Spann: pianoforte (solo lato A)
- Willie Dixon: basso
- Ebby Hardy: batteria (solo lato A)